# Cent châteaux japonais remarquables

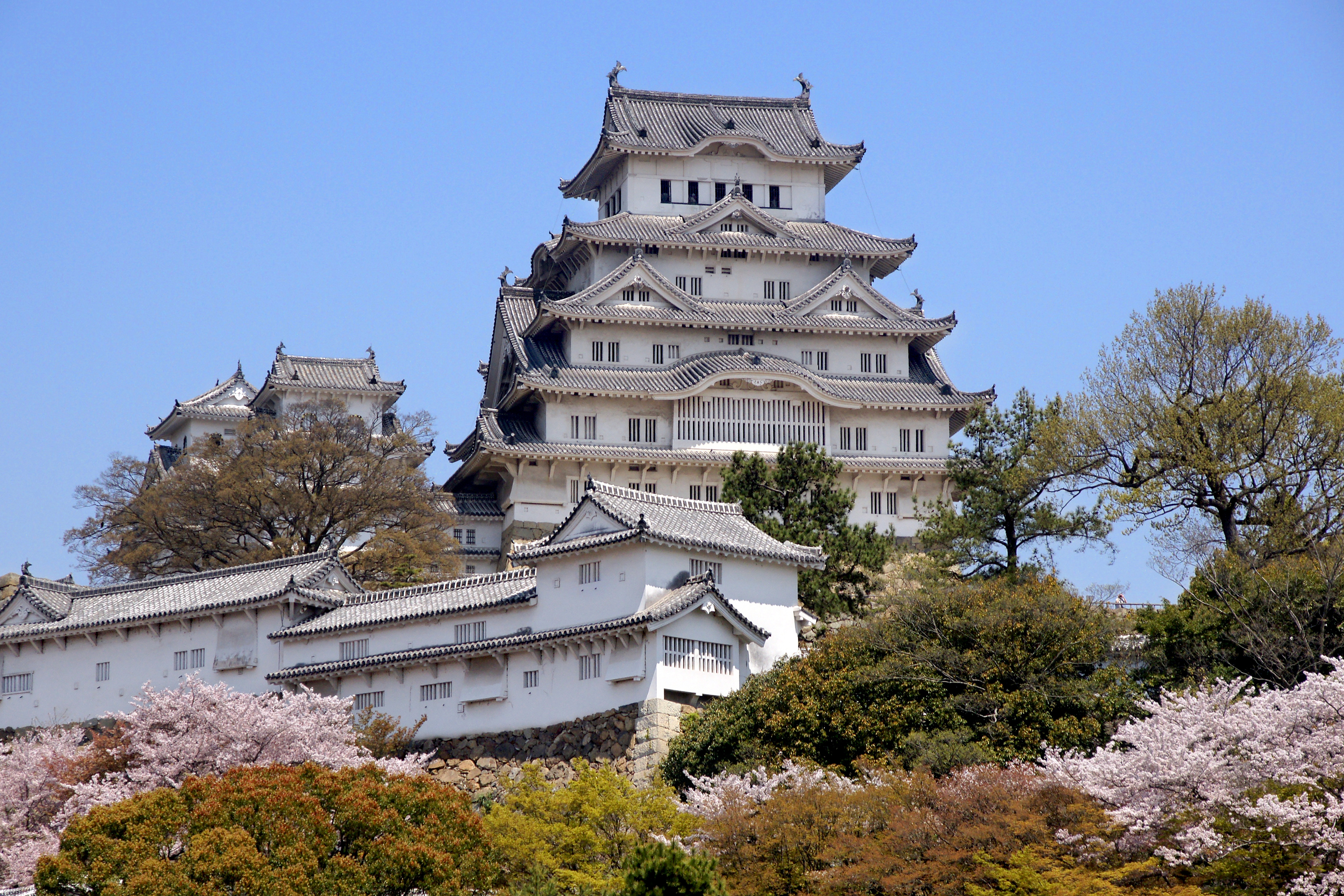
Château de Himeji.

Les cent châteaux japonais remarquables (日本百名城, Nihon hyaku-meijō) est une liste dressée en 2006 par la Fondation des châteaux japonais (日本城郭協会, Nihon jōkaku kyōkai) sur des critères d'importance culturelle, historique et de signification régionale.

## Liste par région

### Hokkaidō
| Nom                                           | Préfecture | Ville    | Date              | Construit par     | Photo |
| --------------------------------------------- | ---------- | -------- | ----------------- | ----------------- | ----- |
| Nemuro Péninsule Chashiato 根室半島チャシ跡群 | Hokkaido   | Nemuro   | Du - 16s au - 18s | Aïnous            |       |
| Goryōkaku 五稜郭                              | Hokkaido   | Hakodate | 1866              | Shogunat Tokugawa |       |
| Château de Matsumae 松前城                    | Hokkaido   | Matsumae | 1606              | Matsumae Takahiro |       |

### Région de Tōhoku
| Nom                                | Préfecture | Ville         | date             | Construit par                     | Photo |
| ---------------------------------- | ---------- | ------------- | ---------------- | --------------------------------- | ----- |
| Château de Hirosaki 弘前城         | Aomori     | Hirosaki      | 1611             | Tsugaru Tamenobu Tsugaru Nobuhira |       |
| Château de Ne 根城                 | Aomori     | Hachinohe     | 1334             | Moroyuki Nanbu                    |       |
| Château de Morioka 盛岡城          | Iwate      | Morioka       | 1598             | Nanbu Nobunao                     |       |
| Château de Sendai 仙台城           | Miyagi     | Sendai        | 1601             | Date Masamune                     |       |
| Fort de Tagajō 多賀城              | Miyagi     | Tagajō        | 724              | Ōno no Azumabito                  |       |
| Château de Kubota 久保田城         | Akita      | Akita         | 1604             | Satake Yoshinobu                  |       |
| Château de Yamagata 山形城         | Yamagata   | Yamagata      | 1356             | Shiba Kaneyori                    |       |
| Château de Nihonmatsu 二本松城     | Fukushima  | Nihonmatsu    | Époque Muromachi | Hatakeyama Mitsuyasu              |       |
| Château d'Aizuwakamatsu 会津若松城 | Fukushima  | Aizuwakamatsu | 1384             | Ashina Naomori                    |       |
| Château de Komine 小峰城           | Fukushima  | Shirakawa     | 1340             | Yūki Chikatomo                    |       |

### Région de Kantō
| Nom                                  | Préfecture | Ville     | date               | Construit par         | Photo |
| ------------------------------------ | ---------- | --------- | ------------------ | --------------------- | ----- |
| Château de Mito 水戸城               | Ibaraki    | Mito      | 1198               | Baba Sukemoto         |       |
| Banna-ji 鑁阿寺                      | Tochigi    | Ashikaga  | 1196               | Minamoto no Yoshiyasu |       |
| Château de Minowa 箕輪城             | Gunma      | Takasaki  | 1512               | Nagano Narihisa       |       |
| Château de Kanayama 金山城           | Gunma      | Ōta       | 1469               | Iwamatsu Iezumi       |       |
| Château de Hachigata 鉢形城          | Saitama    | Yorii     | 1476               | Nagao Kageharu        |       |
| Château de Kawagoe 川越城            | Saitama    | Kawagoe   | 1457               | Uesugi Mochitomo      |       |
| Château de Sakura 佐倉城             | Chiba      | Sakura    | Ère Tenbun         | Kashima Chikamiki     |       |
| Château d'Edo 江戸城                 | Tokyo      | Chiyoda   | 1457               | Ōta Dōkan             |       |
| Château de Hachiōji 八王子城         | Tokyo      | Hachiōji  | 1587               | Hōjō Ujiteru          |       |
| Château d'Odawara 小田原城           | Kanagawa   | Odawara   | 1633               | Ōmori Yoriharu        |       |
| Château de Tsutsujigasaki 躑躅ヶ崎館 | Yamanashi  | Kōfu      | 1519               | Takeda Nobutora       |       |
| Château de Kōfu 甲府城               | Yamanashi  | Kōfu      | 1583               | Tokugawa Ieyasu       |       |
| Château de Matsushiro 松代城         | Nagano     | Nagano    | 1560               | Takeda Shingen        |       |
| Château d'Ueda 上田城                | Nagano     | Ueda      | 1583               | Masayuki Sanada       |       |
| Château de Komoro 小諸城             | Nagano     | Komoro    | 1554               | Takeda Shingen        |       |
| Château de Matsumoto 松本城          | Nagano     | Matsumoto | 1504               | Shimadachi Sadanaga   |       |
| Château de Takatō 高遠城             | Nagano     | Matsumoto | ?                  | ?                     |       |
| Château de Shibata 新発田城          | Niigata    | Shibata   | 1654 ?             | Clan Shibata ?        |       |
| Château de Kasugayama 春日山城       | Niigata    | Jōetsu    | Époque Nanboku-chō | Clan Uesugi           |       |

### Région de Chūbu
| Nom                           | Préfecture | Ville     | date               | Construit par        | Photo |
| ----------------------------- | ---------- | --------- | ------------------ | -------------------- | ----- |
| Château de Takaoka 高岡城     | Toyama     | Takaoka   | 1609               | Maeda Toshinaga      |       |
| Château de Nanao 七尾城       | Ishikawa   | Nanao     | 1429               | Hatakeyama Mitsunori |       |
| Château de Kanazawa 金沢城    | Ishikawa   | Kanazawa  | 1580               | Sakuma Morimasa      |       |
| Château de Maruoka 丸岡城     | Fukui      | Sakai     | 1576               | Shibata Katsutoyo    |       |
| Château d'Ichijōdani 一乗谷城 | Fukui      | Fukui     | Époque Nanboku-chō | Clan Asakura         |       |
| Château d'Iwamura 岩村城      | Gifu       | Ena       | 1221               | Tōyama Kagetomo      |       |
| Château de Gifu 岐阜城        | Gifu       | Gifu      | 1201               | Nikaidō Yukimasa     |       |
| Château de Yamanaka 山中城    | Shizuoka   | Mishima   | 1570               | Hōjō Ujiyasu         |       |
| Château de Sunpu 駿府城       | Shizuoka   | Shizuoka  | 1585               | Tokugawa Ieyasu      |       |
| Château de Kakegawa 掛川城    | Shizuoka   | Kakegawa  | 1487               | Asahina Yasuhiro     |       |
| Château d'Inuyama 犬山城      | Aichi      | Inuyama   | 1469               | Oda Hirochika        |       |
| Château de Nagoya 名古屋城    | Aichi      | Nagoya    | 1609               | Tokugawa Ieyasu      |       |
| Château d'Okazaki 岡崎城      | Aichi      | Okazaki   | 1452 ?             | clan Saigō           |       |
| Château de Nagashino 長篠城   | Aichi      | Shinshiro | 1508               | Suganuma Motonari    |       |
| Château d'Iga Ueno 伊賀上野城 | Mie        | Iga       | 1585               | Tsutsui Sadatsugu    |       |
| Château de Matsuzaka 松阪城   | Mie        | Matsusaka | 1588               | Gamō Ujisato         |       |

### Région de Kansai
| Nom                          | Préfecture | Ville          | date | Construit par      | Photo |
| ---------------------------- | ---------- | -------------- | ---- | ------------------ | ----- |
| Château d'Odani 小谷城       | Shiga      | Nagahama       | 1516 | Azai Sukemasa      |       |
| Château de Hikone 彦根城     | Shiga      | Hikone         | 1622 | Ii Naokatsu        |       |
| Château d'Azuchi 安土城      | Shiga      | Ōmihachiman    | 1576 | Oda Nobunaga       |       |
| Château de Kannonji 観音寺城 | Shiga      | Ōmihachiman    | 1487 | Rokkaku Ujiyori    |       |
| Château de Nijō 二条城       | Kyoto      | Kyoto          | 1603 | Tokugawa Ieyasu    |       |
| Château d'Osaka 大坂城       | Osaka      | Osaka          | 1583 | Toyotomi Hideyoshi |       |
| Château de Chihaya 千早城    | Osaka      | Chihayaakasaka | 1332 | Kusunoki Masashige |       |
| Château de Takeda 竹田城     | Hyōgo      | Asago          | 1431 | Sōzen Yamana       |       |
| Château de Sasayama 篠山城   | Hyōgo      | Tamba-Sasayama | 1609 | Tokugawa Ieyasu    |       |
| Château d'Akashi 明石城      | Hyōgo      | Akashi         | 1618 | Ogasawara Tadazane |       |
| Château de Himeji 姫路城     | Hyōgo      | Himeji         | 1346 | Akamatsu Sadanori  |       |
| Château d'Akō 赤穂城         | Hyōgo      | Akō            | 1483 | Oka Mitsuhiro      |       |
| Château de Takatori 高取城   | Nara       | Takatori       | 1332 | Ochi Kunizumi      |       |
| Château de Wakayama 和歌山城 | Wakayama   | Wakayama       | 1586 | Hidenaga Toyotomi  |       |

### Région de Chūgoku
| Nom                                    | Préfecture | Ville     | Date   | Construit par      | Photo |
| -------------------------------------- | ---------- | --------- | ------ | ------------------ | ----- |
| Château de Tottori 鳥取城              | Tottori    | Tottori   | 1555   | Clan Yamana        |       |
| Château de Matsue 松江城               | Shimane    | Matsue    | 1611   | Horio Tadauji      |       |
| Château de Gassantoda 月山富田城       | Shimane    | Yasugi    | 1185 ? | Sasaki Yoshikiyo ? |       |
| Château de Tsuwano 津和野城            | Shimane    | Tsuwano   | 1295   | Yoshimi Yoriyuki   |       |
| Château de Tsuyama 津山城              | Okayama    | Tsuyama   | 1444   | Yamashina Tadamasa |       |
| Château de Bitchū Matsuyama 備中松山城 | Okayama    | Takahashi | 1240   | Akiba Shigenobu    |       |
| Château de Ki 鬼ノ城                   | Okayama    | Sōja      | 7C ?   | Cour de Yamato ?   |       |
| Château d'Okayama 岡山城               | Okayama    | Okayama   | 1369   | Uwagami Takanao    |       |
| Château de Fukuyama 福山城             | Hiroshima  | Fukuyama  | 1622   | Mizuno Katsunari   |       |
| Château de Yoshida-Kōriyama 吉田郡山城 | Hiroshima  | Akitakata | 1336   | Mōri Tokichika     |       |
| Château de Hiroshima 広島城            | Hiroshima  | Hiroshima | 1589   | Terumoto Mōri      |       |
| Château d'Iwakuni 岩国城               | Yamaguchi  | Iwakuni   | 1601   | Kikkawa Hiroie     |       |
| Château de Hagi 萩城                   | Yamaguchi  | Hagi      | 1604   | Terumoto Mōri      |       |

### Région de Shikoku
| Nom                         | Préfecture | Ville     | Date             | Construit par       | Photo |
| --------------------------- | ---------- | --------- | ---------------- | ------------------- | ----- |
| Château de Tokushima 徳島城 | Tokushima  | Tokushima | 1585             | Hachisuka Iemasa    |       |
| Château de Takamatsu 高松城 | Kagawa     | Takamatsu | 1590             | Ikoma Chikamasa     |       |
| Château de Marugame 丸亀城  | Kagawa     | Marugame  | Époque Muromachi | Nara Motoyasu       |       |
| Château d'Imabari 今治城    | Ehime      | Imabari   | 1602             | Takatora Tōdō       |       |
| Château de Matsuyama 松山城 | Ehime      | Matsuyama | 1602             | Katō Yoshiaki       |       |
| Château de Yuzuki 湯築城    | Ehime      | Matsuyama | 14C              | Clan Kōno           |       |
| Château d'Ōzu 大洲城        | Ehime      | Ōzu       | 1331             | Utsunomiya Toyofusa |       |
| Château d'Uwajima 宇和島城  | Ehime      | Uwajima   | 941              | Tachibana no Tōyasu |       |
| Château de Kōchi 高知城     | Kōchi      | Kōchi     | 1603             | Kazutoyo Yamauchi   |       |

### Région de Kyūshū
| Nom                              | Préfecture | Ville                     | date           | Construit par         | Photo |
| -------------------------------- | ---------- | ------------------------- | -------------- | --------------------- | ----- |
| Château de Fukuoka 福岡城        | Fukuoka    | Fukuoka                   | 1601           | Nagamasa Kuroda       |       |
| Château d'Ōno 大野城             | Fukuoka    | Ōnojō                     | ?              | ?                     |       |
| Château de Nagoya 名護屋城       | Saga       | Karatsu                   | 1591           | Toyotomi Hideyoshi    |       |
| Site de Yoshinogari 吉野ヶ里遺跡 | Saga       | Yoshinogari Kanzaki       | Période Yayoi  | ?                     |       |
| Château de Saga 佐賀城           | Saga       | Saga                      | 1602           | Clan Nabeshima        |       |
| Château de Hirado 平戸城         | Nagasaki   | Hirado                    | 1599           | Matsuura Shigenobu    |       |
| Château de Shimabara 島原城      | Nagasaki   | Shimabara                 | 1624           | Matsukura Shigemasa   |       |
| Château de Kumamoto 熊本城       | Kumamoto   | Kumamoto                  | 1467           | Ideta Hidenobu        |       |
| Château de Hitoyoshi 人吉城      | Kumamoto   | Hitoyoshi                 | Ère Genkyū     | Sagara Nagayori       |       |
| Château de Funai 府内城          | Ōita       | Ōita                      | 1597           | Fukuhara Nagataka     |       |
| Château d'Oka (ja) 岡城          | Ōita       | Taketa                    | 1185           | Ogata Koreyoshi       |       |
| Château d'Obi 飫肥城             | Miyazaki   | Nichinan                  | Époque Sengoku | Clan Tsuchimochi      |       |
| Château de Kagoshima 鹿児島城    | Kagoshima  | Kagoshima                 | 1602           | Shimazu Iehisa        |       |
| Château de Nakijin 今帰仁城      | Okinawa    | Nakijin                   | XIIIe siècle ? | Wakugawa Aji ?        |       |
| Château de Nakagusuku 中城城     | Okinawa    | Kitanakagusuku Nakagusuku | XIVe siècle ?  | Sachinakagusuku Aji ? |       |
| Château de Shuri 首里城          | Okinawa    | Naha                      | XIVe siècle ?  | ?                     |       |